# نبرد جواوون
نبرد جواوون (کره‌ای: 좌원전투; هانجا: 坐原戰鬪 ;) نبردی بود که بین نیروهای فرماندهی شوانتوی هان و گوگوریو شکل گرفت. این نبرد منجر به پیروزی گوگوریو تحت فرماندهی میونگنیم دپبو در بیست و ششمین سال سلطنت پادشاه سیندائه، هشتمین پادشاه گوگوریو، شد. این نبرد با وجود افتخارات فراوان برای گوگوریو، همچنان بی‌نام و نشان است.

## پس زمینه
در سال ۱۶۵ میلادی، میونگنیم دپبو، یکی از مقامات گوگوریو از خاندان یوننابو، کودتایی ترتیب داد، پادشاه چادائه را ترور کرد و برادر کوچکترش، باکگو، را به عنوان هشتمین پادشاه گوگوریو (پادشاه سیندائه) منصوب کرد. به میونگنیم داپبو مقام اولین نخست‌وزیر ملی گوگوریو داده شد، اما او از مقام خود سوءاستفاده نکرد و قدرت ملی گوگوریو را از نظر اقتصادی، سیاسی و نظامی تقویت کرد.

## نبرد
در سال ۱۶۹ میلادی، گنگ لین (耿臨)، فرماندار هان (漢) از شوانتو (玄菟太守)، ارتشی را برای حمله به گوگوریو رهبری کرد. در آماده‌سازی برای این حمله، ارتش گوگوریو چاه‌ها را پر کرد و از تاکتیک زمین سوخته استفاده کرد تا مانع از دسترسی دشمن به غذا از مزارع اطراف شود. آنها همچنین خندق‌هایی حفر کردند و چندین خط دفاعی در خارج از پایتخت گوگوریو، گونگناسئونگ (坐原)، ساختند. ارتش گوگوریو به قلعه عقب‌نشینی کرد و تا زمان رسیدن دشمن از آن دفاع کرد. پس از چند روز محاصره، ارتش هان به دلیل خستگی شروع به عقب‌نشینی کرد و میونگنیم داپبو از این فرصت استفاده کرد و به ارتش هان کمین کرد. بر اساس سامگوک ساگی (三國志)، هیچ‌کس زنده بازنگشت. در هیچ‌یک از اسناد تاریخی چینی، هیچ سابقه‌ای از بازماندگان یا پیامدهای نبرد وجود ندارد.

## پس از نبرد
میونگریم داپبو، قهرمان نبرد جواون، به خاطر خدمت نظامی‌اش، جواون و جیلسان را به عنوان تیول دریافت کرد و در سال ۱۷۹ در سن ۱۱۳ سالگی درگذشت.